# РКАС
Революционната конфедерация на анархосиндикалистите „Н. И. Махно“ (на руски: Революциоонная конфедерация анаархо-синдикалистов им. Н. И. Махно), съкратено РКАС , е международна анархосиндикалистка конфедерация.
Нейни секции и отделни представители има в Украйна, Грузия, както и в България от ноември 2010 г.
Целта на нейното създаване е консолидация на усилията в насока за съживяване и разширяване на анархисткото и анархосиндикалистко движения, стремящи се да изградят бездържавен комунизъм по пътя на революционно и естествено доминиране в обществото на самоуправляващи се синдикати (обединения, асоциации, комуни, кооперации и неавторитарни институции – научни, творчески, производствени, потребителски и т.н.).

## Кратка история
РКАС е създадена на учредителна конференция, състояла се на 15 – 16 октомври 1994 г. в гр. Донецк, в която вземат участие представители на Федерацията на анархистите на Донбас (ФАД), както и отделни активисти от Днипро и Харков.
От 1995 започна да излиза всеукраинският вестник „Анархия“, който бързо достига хилядни тиражи, и информационният лист „Голос Труда“ – „Глас на Труда“ (издание на създадената от РКАС „Информационна агенция на работническото движение“, разпространяван само в Донецк през 1995 – 1996). За разлика от всички по-нови анархически организации в Украйна, РКАС още от началото си има ясна структура, практика за разпределение на работата вътре в организацията, решила е въпросите на организационната дисциплина; програмните принципи се основават върху популярно формулирани положения на революционния анархокомунизъм, класовата борба, ориентация към профсъюзното движение. Уставът на РКАС е приет при образуването на Конфедерацията през 1994 година. Програмата на свой ред е утвърдена, след дълго обсъждане, от организационен референдум в края на 1998 г.
За периода от края на 1994 – началото на 1996 в дейността на РКАС може да се посочат само пропагандистките рейдове по предприятията в Донецк и други градове на Донбас (Макеевка, Краматорск, Лисичанск и т.н.), както и участието в продължилата три месеца гладна стачка на миньорите в Горловка. Активен пробив е осъществен през лятото на 1996. Целият юли и август РКАС води активна работа, за мащабите на която може да се съди по четирите тогавашни броя на вестниците „Анархия“ и „Голос Труда“ (с общ тираж около 4,5 хиляди екземпляра) и не по.малко от четири листовки (с тираж 1600).
Представители на РКАС от 1996 година участват в съвещанията на работническите профсъюзни активисти, като анархосиндикалистките вестници и листовки се разпространяват при пряко съдействие на първичните структури на профсъюза на миньорите. От този момент започва ръст на членския състав на РКАС в Донбас, в това число и за сметка на попълнения от промишлени работници. В началото на XXI век вече не е рядкост ситуация, при която активисти на Конфедерацията оглавяват стачни комитети.
В края на 2009 година членовете на РКАС активно участват движенията на работници, студенти, природозащитници и антифашисти. Организират и подкрепят протестни акции, демонстрации, като пропагандират принципите и методите на анархизма. Също така при непосредствено участие на представители на РКАС възниква независимият студентски съюз „Прямое Действие“ („Пряко действие“). От членове на РКАС са създадени редица кооперации в Донецк и Киев.

## Принципи и цели
Главната цел е построяване на общество според следните принципи: свобода, самоуправление, самоорганизация, солидарност и федерализъм. Обединение, почиващо върху такива основи, е надежден фундамент за свободно и всестранно развитие на всяка личност.
РКАС се придържа в действията си и пропагандира: отсъствие на власт, свобода от принуда, свобода на сдружаване, взаимопомощ, разнообразие, равенство, братство.

## Рутинна дейност
Членовете на РКАС насочват всекидневните си усилия по следните направления:

### Участие в класовата борба
- защита и разширение на икономическите завоевания на трудещите се (увеличение на заплатите, съкращаване на работния ден, подобряване условията на труда и др.);
- борба за ограничаване на правата на предприемачите и администрациите на предприятията в полза на профсъюзи и заводски комитети, чак до установяване на работнически контрол над дейността на администрацията;
- борба със стачкоизменници и срещу силово прекратяване на стачки;
- борба за свобода на профсъюзната дейност, против намесата на държавата и администрацията на предприятията в работите на работническите организации, за неограничено право на стачкуване;
- подкрепа на комуни, социалистически производствени и потребителски кооперации, самоуправляващи се предприятия и т.н.;
- активна организационна работа за създаване на революционни производствени и други работнически съюзи.

### Участие в социалната борба
- борба за свобода на словото, печата, събранията, неприкосновеност на личността и т.н.;
- борба за ограничаване на силата на държавата и сферите на нейните правомощия;
- борба против национализма в неговите държавнически и ксенофобски прояви;
- участие в антифашисткото движение;
- подкрепа на и участие в природозащитното движение;
- антимилитаризъм;
- антиклерикализъм.

### Методи на действие
- устна, писмена и др. пропаганда и агитация; издаване на вестници, списания, листовки, бюлетини и прочее;
- акции на пряко действие: пикети, демонстрации, личен и масов отказ от плащане на данъци и изпълняване на други, вменявани от държавната власт задължения, пасивна съпротива, бойкот, саботаж, различни видове стачки, чак до всеобща;
- при благоприятни условия – преход от всеобща стачка към висшата форма на класова борба, социалната революция.

## Печатни издания
- вестник „Анархия“[неработеща препратка] (излиза от 1993 година)
- информационно-теоретично списание „Анархо-синдикалист“ (1994 – 2002)
- младежко списания „Восстающая Украина“ – „Въставаща Украйна“ (2001 – 2002)

Освен изброените заглавия организацията е издала редица брошури.

## Споменаване в медиите
- Украинские экоактивисты перешли в наступление[неработеща препратка]
- Современный анархо-синдикализм на Украине. Интервью с РКАС им. Махно[неработеща препратка]
- Повстанцы-2. Интервью газете „Горожанин“[неработеща препратка]
- Дальнобойщики-анархисты будут распространять листовки в Николаеве и Одессе?[неработеща препратка]
- Презентация проекта „Социалисты и анархисты – участники сопротивления большевистскому режиму (1917 – кон. 30-х гг. ХХ в.)“ в „Мемориале“[неработеща препратка]
- 16 години анархия в Украйна: „НИЕ СМЕ РКАС“[неработеща препратка] – вестник „Свободна мисъл“, ноември 2010

## Патрон на РКАС
Конфедерацията носи името на прочутия революционер, анархокомунист Нестор Иванович Махно (1888 – 1934), оглавил въоръжената народна съпротива срещу немско-австрийската армия, петлюровци, белогвардейци и болшевики в Централна и Източна Украйна.